# Pulmonats
|  | Per a altres significats, vegeu «Peix pulmonat». |

Els pulmonats (Pulmonata) són un ordre (de vegades una subclasse) de mol·luscs gastròpodes que inclou, entre d'altres, els populars cargols de terra i llimacs. Es caracteritzen per haver desenvolupat pulmons que poden respirar aire.
Els pulmonats són un grup clàssic de gastròpodes, per bé que les darreres classificacions no el reconeixen com a tal. El concepte aproximadament equivalent acceptat actualment és el d'eupulmonat (Eupulmonata).

## Taxonomia
Segons Winston Ponder i David R. Lindberg el clade es dividia en tres grans ordres:
Ordre Pulmonata Cuvier a Blainville, 1814 (pulmonats) 
- Subordre Systellommatophora Pilsbry, 1948 
  - Superfamília Onchidioidea Rafinesque, 1815
  - Superfamília Otinoidea H. & A. Adams, 1855
  - Superfamília Rathouisioidea Sarasin, 1889
- Subordre Basommatophora Keferstein a Bronn, 1864 
  - Superfamília Acroloxoidea Thiele, 1931
  - Superfamília Amphiboloidea J.E. Gray, 1840
  - Superfamília Chilinoidea H. & A. Adams, 1855
  - Superfamília Glacidorboidea Ponder, 1986
  - Superfamília Lymnaeoidea Rafinesque, 1815
  - Superfamília Planorboidea Rafinesque, 1815
  - Superfamília Siphonarioidea J.E. Gray, 1840
- Subordre Eupulmonata Haszprunar & Huber, 1990 
  - Infraordre Acteophila Dall, 1885 (= formalment Archaeopulmonata)
  - Superfamília Melampoidea Stimpson, 1851
  - Infraordre Trimusculiformes Minichev & Starobogatov, 1975
  - Superfamília Trimusculoidea Zilch, 1959
  - Infraordre Stylommatophora A. Schmidt, 1856 (cargols terrestres)
  - Subinfraordre Orthurethra
  - Superfamília Achatinelloidea Gulick, 1873
  - Superfamília Cochlicopoidea Pilsbry, 1900
  - Superfamília Partuloidea Pilsbry, 1900
  - Superfamília Pupilloidea Turton, 1831
  - Subinfraordre Sigmurethra
  - Superfamília Acavoidea Pilsbry, 1895
  - Superfamília Achatinoidea Swainson, 1840
  - Superfamília Aillyoidea Baker, 1960
  - Superfamília Arionoidea J.E. Gray a Turnton, 1840
  - Superfamília Buliminoidea Clessin, 1879
  - Superfamília Camaenoidea Pilsbry, 1895
  - Superfamília Clausilioidea Mörch, 1864
  - Superfamília Dyakioidea Gude & Woodward, 1921
  - Superfamília Gastrodontoidea Tryon, 1866
  - Superfamília Helicoidea Rafinesque, 1815
  - Superfamília Helixarionoidea Bourguignat, 1877
  - Superfamília Limacoidea Rafinesque, 1815
  - Superfamília Oleacinoidea H. & A. Adams, 1855
  - Superfamília Orthalicoidea Albers-Martens, 1860
  - Superfamília Plectopylidoidea Moellendorf, 1900
  - Superfamília Polygyroidea Pilsbry, 1894
  - Superfamília Punctoidea Morse, 1864
  - Superfamília Rhytidoidea Pilsbry, 1893
  - Superfamília Sagdidoidera Pilsbry, 1895
  - Superfamília Staffordioidea Thiele, 1931
  - Superfamília Streptaxoidea J.E. Gray, 1806
  - Superfamília Strophocheiloidea Thiele, 1926
  - Superfamília Trigonochlamydoidea Hese, 1882
  - Superfamília Zonitoidea Mörch, 1864
- ? Superfamília Athoracophoroidea P. Fischer, 1883 (= Tracheopulmonata)
- ? Superfamília Succineoidea Beck, 1837 (= Heterurethra)